# Premier Division 2008 (Irlanda)
La stagione 2008 è stata l'ottantatottesima edizione della League of Ireland, massimo livello del calcio irlandese.

## Classifica finale
|  | Pos. | Squadra             | Pt | G  | V  | N  | P  | GF | GS | DR  |
|  | ---- | ------------------- | -- | -- | -- | -- | -- | -- | -- | --- |
|  | 1.   | Bohemians           | 85 | 33 | 27 | 4  | 2  | 55 | 13 | +42 |
|  | 2.   | St Patrick's        | 66 | 33 | 20 | 6  | 7  | 48 | 24 | +24 |
|  | 3.   | Derry City          | 58 | 33 | 16 | 10 | 7  | 46 | 25 | +21 |
|  | 4.   | Sligo Rovers        | 48 | 33 | 12 | 12 | 9  | 41 | 28 | +13 |
|  | 5.   | Cork City (- 10)    | 46 | 33 | 15 | 11 | 7  | 45 | 28 | +17 |
|  | 6.   | Bray Wanderers      | 39 | 33 | 11 | 6  | 16 | 38 | 52 | -24 |
|  | 7.   | Shamrock Rovers     | 37 | 33 | 8  | 13 | 12 | 33 | 35 | -2  |
|  | 8.   | Drogheda Utd (- 10) | 35 | 33 | 12 | 9  | 12 | 38 | 32 | +6  |
|  | 9.   | Galway Utd          | 32 | 33 | 8  | 8  | 17 | 34 | 49 | -15 |
|  | 10.  | Finn Harps          | 31 | 33 | 9  | 4  | 20 | 26 | 53 | -27 |
|  | 11.  | Cobh Ramblers       | 26 | 33 | 6  | 8  | 19 | 27 | 55 | -28 |
|  | 12.  | UCD                 | 21 | 33 | 4  | 9  | 20 | 19 | 46 | -27 |

Legenda:

         Campione d'Irlanda e qualificata in UEFA Champions League 2009-2010
         Qualificate in UEFA Europa League 2009-2010
         Retrocesse in First Division 2009
Note:
Tre punti a vittoria, uno a pareggio, zero a sconfitta.
Cork City e Drogheda United penalizzate di dieci punti per irregolarità amministrative.

## Statistiche

### Primati stagionali
| Record - Maggior numero di vittorie: Bohemians (27) - Minor numero di sconfitte: Bohemians (2) - Miglior attacco: Bohemians (55) - Miglior difesa: Bohemians (13) - Miglior differenza reti: Bohemians (+42) - Maggior numero di pareggi: Shamrock Rovers (13) - Minor numero di vittorie: UCD (4) - Maggior numero di sconfitte: Finn Harps e UCD (20) - Peggiore attacco: UCD (19) - Peggior difesa: Cobh Ramblers (55) - Peggior differenza reti: Cobh Ramblers (-28) |

### Classifica marcatori
| Gol |  |  | Giocatore       | Squadra         |
| --- |  |  | --------------- | --------------- |
| 15  |  |  | Mark Farren     | Derry City      |
| 15  |  |  | Mark Quigley    | St Patrick's    |
| 15  |  |  | Dave Mooney     | Cork City       |
| 11  |  |  | Killian Brennan | Bohemians       |
| 9   |  |  | Glen Crowe      | Bohemians       |
| 9   |  |  | Pádraig Amond   | Shamrock Rovers |
| 9   |  |  | Ryan Guy        | St Patrick's    |